# Universidad del Santo Espíritu de Kaslik
La Universidad del Santo Espíritu de Kaslik (en francés: Université Saint-Esprit de Kaslik; en árabe: جامعة الروح القدس - الكسليك) es una organización privada católica de educación superior fundada por la Orden Libanesa Maronita (OVM) en 1961.
La USEK está situada en el corazón de Monte Líbano. Es multilingüe por tradición, con el francés como el idioma predominante en el que se imparten las clases. Gracias a una red muy densa de relaciones nacionales e internacionales, desempeña un papel clave en la formación de investigadores altamente calificados y profesionales.